# Conyza primulifolia
Conyza primulifolia là một loài thực vật có hoa trong họ Cúc. Loài này được (Lam.) Cuatrec. & Lourteig mô tả khoa học đầu tiên năm 1985.